# جاده ای۱۶۷
جاده ای۱۶۷ (انگلیسی: A167 road) یکی از جاده‌های کشور انگلستان است.
این جاده از شهرک تاپکلیف شروع و در بخش کنتون بار به پایان می‌رسد، طول این جاده ۱۰۵.۶ کیلومتر است.